# Liga de Honra de 1993–94
A edição de 1993-1994 da Liga de Honra foi a quarta edição deste escalão do futebol português.
Tal como na edição anterior, foi disputada por 18 clubes: 3 despromovidos da Primeira Liga, 3 promovidos da II Divisão, e os restantes que tinham permanecido.
O vencedor foi o Tirsense. Acompanharam na subida à Primeira Divisão o União de Leiria e o Desportivo de Chaves, que ficaram em segundo e terceiro lugares respectivamente.
Académico de Viseu, Louletano e Leixões foram despromovidos para a II Divisão.

## Equipas
Equipas a disputar a edição em relação à edição anterior:
| Despromovidas da Primeira Liga - Desportivo de Chaves - Sp. Espinho - Tirsense | Mantidos - Académica de Coimbra - Campomaiorense - Desportivo das Aves - Felgueiras - Leixões - Louletano - Nacional da Madeira - Ovarense - Penafiel - Rio Ave - Torreense - União de Leiria | Promovidos à 2ª Divisão de Honra - Académico de Viseu - Leça - Portimonense |

## Tabela classificativa
|     | Equipa               | Pts | J  | V  | E  | D  | GM | GS | +/- | Comments                      |
| --- | -------------------- | --- | -- | -- | -- | -- | -- | -- | --- | ----------------------------- |
| 1.  | Tirsense             | 46  | 34 | 17 | 12 | 5  | 42 | 23 | +19 | Promovidos à Primeira Divisão |
| 2.  | União de Leiria      | 45  | 34 | 19 | 7  | 8  | 46 | 19 | +27 | Promovidos à Primeira Divisão |
| 3.  | Chaves               | 45  | 34 | 19 | 7  | 8  | 44 | 25 | +19 | Promovidos à Primeira Divisão |
| 4.  | Rio Ave              | 44  | 34 | 18 | 8  | 8  | 43 | 23 | +20 |                               |
| 5.  | Académica de Coimbra | 38  | 34 | 17 | 4  | 13 | 39 | 30 | +9  |                               |
| 6.  | Felgueiras           | 37  | 34 | 12 | 13 | 9  | 40 | 36 | +4  |                               |
| 7.  | Ovarense             | 33  | 34 | 11 | 11 | 12 | 43 | 43 | 0   |                               |
| 8.  | Leça                 | 33  | 34 | 15 | 3  | 16 | 39 | 54 | -15 |                               |
| 9.  | Campomaiorense       | 33  | 34 | 13 | 7  | 14 | 43 | 46 | -3  |                               |
| 10. | Desportivo das Aves  | 32  | 34 | 12 | 8  | 14 | 36 | 45 | -9  |                               |
| 11. | Nacional da Madeira  | 31  | 34 | 10 | 11 | 13 | 32 | 33 | -1  |                               |
| 12. | Portimonense         | 30  | 34 | 11 | 8  | 15 | 44 | 47 | -3  |                               |
| 13. | Torreense            | 30  | 34 | 8  | 14 | 12 | 28 | 34 | -6  |                               |
| 14. | Sp. Espinho          | 29  | 34 | 8  | 13 | 13 | 30 | 43 | -13 |                               |
| 15. | Penafiel             | 28  | 34 | 12 | 4  | 18 | 30 | 45 | -15 |                               |
| 16. | Ac. Viseu            | 27  | 34 | 9  | 9  | 16 | 33 | 44 | -11 | Despromoção para a II Divisão |
| 17. | Louletano            | 27  | 34 | 10 | 7  | 17 | 44 | 49 | -5  | Despromoção para a II Divisão |
| 18. | Leixões              | 24  | 34 | 08 | 8  | 18 | 24 | 41 | -17 | Despromoção para a II Divisão |

Nota: cada vitória valia 2 pontos
Nota 2: quando dois ou mais clubes têm os mesmos pontos, a classificação é determinada pelos resultados dos jogos entre eles.

## Melhor marcador
Edon do Amaral Neto, mais conhecido como Edinho, futebolista brasileiro, foi o melhor marcador, tendo marcado 16 pelo Portimonense.

## Treinadores
Alguns dos treinadores das equipas no decorrer da época:
| Equipa               | Treinador                                     |
| -------------------- | --------------------------------------------- |
| Felgueiras           | Rodolfo Reis Jorge Jesus                      |
| União de Leiria      | Manuel Cajuda Luís Campos                     |
| Penafiel             | Luís Miguel Mário Nunes                       |
| Ovarense             | Eduardo Luís                                  |
| Tirsense             | Eurico Gomes                                  |
| Desportivo de Chaves | Carlos Garcia António Jesus                   |
| Rio Ave              | José Rachão Quinito                           |
| Académica            | Vitor Manuel                                  |
| Ovarense             | Adelino Teixeira Eduardo Luís                 |
| Leça                 | José Rachão Quinito                           |
| Campomaiorense       | Fidalgo Manuel Fernandes                      |
| Desportivo das Ave   | Henrique Nunes                                |
| Nacional da Madeira  | José Rachão João Pinheiro                     |
| Portimonense         | Amílcar Fonseca                               |
| Torreense            | Rui Mâncio                                    |
| Sporting de Espinho  | Norton de Matos Quinito                       |
| Académico de Viseu   | Manuel Barbosa José Moniz                     |
| Louletano            | Manuel Balela Ricardo Formosinho              |
| Leixões              | Henrique Calisto António Barbosa Vieira Nunes |